# Mark Massery
Mark Massery – amerykański zapaśnik walczący w stylu wolnym.
Zajął czwarte miejsce na mistrzostwach świata w 1975. Brązowy medalista igrzysk panamerykańskich w 1975. Pierwszy w Pucharze Świata w 1975 roku.
Zawodnik Northwestern University.